# Vincenzo Bertolusi
Vincenzo Bertolusi, też Bertholussius, Bertholusius, Bertulusius, (ur. w Murano, zm. 18 września 1608 w Kopenhadze)  – włoski kompozytor i organista działający w Polsce w okresie renesansu.

## Życiorys
Kształcił się prawdopodobnie w Wenecji. W 1595 przybył do Polski i został organistą kapeli Zygmunta III w Krakowie. W 1607 przeniósł się do Kopenhagi, na dwór króla Christiana IV . 

## Twórczość
Jeszcze będąc we Włoszech skomponował 3 madrygały zawarte w wydaniach zbiorowych z 1577, 1584 i 1598. W Polsce skomponował 29 motetów polichóralnych, wydanych we wspólnym woluminie dedykowanym królowi Zygmuntowi III, zatytułowanym Sacrarum cantionum ... 6, 7, 8 i 10 vocibus liber primus (Wenecja, 1601), z czego 10 utworów zostało także przedrukowanych w zbiorach Abrahama Schadeusa i Erharda Bodenschatza . 
Dwa inne motety znalazły się w zredagowanej przez Wincentego Liliusa kolekcji Melodiae sacrae (Kraków, 1604), na którą złożyły się utwory muzyków Zygmunta III . Dwa utwory instrumentalne – ricercare i fantazja – przetrwały w rękopisie w Litewskiej Narodowej Bibliotece Martynasa Mažvydasa w Wilnie .